# Huntsville (Arkansas)
Huntsville é uma cidade localizada no estado americano de Arkansas, no Condado de Madison.

## Demografia
Segundo o censo americano de 2000, a sua população era de 1931 habitantes.
Em 2006, foi estimada uma população de 2358, um aumento de 427 (22.1%).

## Geografia
De acordo com o United States Census Bureau, a localidade tem uma área de 7,8 km², sem área coberta por água. Huntsville localiza-se a aproximadamente 207 m acima do nível do mar.

## Localidades na vizinhança
O diagrama seguinte representa as localidades num raio de 36 km ao redor de Huntsville.